# Israel en los Juegos Paralímpicos de Nueva York y Stoke Mandeville 1984
Israel estuvo representado en los Juegos Paralímpicos de Nueva York y Stoke Mandeville 1984 por un total de 47 deportistas, 41 hombres y seis mujeres.

## Medallistas
El equipo paralímpico israelí obtuvo las siguientes medallas:
| Nombre | Deporte                       | Evento                            |
| --- | ----------------------------- | --------------------------------- |
| Oro |                               |                                   |
| Zipora Rubin-Rosenbaum | Atletismo                     | Disco 6 femenino                  |
| Zipora Rubin-Rosenbaum | Atletismo                     | Jabalina 5 femenino               |
| Nachman Wolf | Atletismo                     | Disco 6 masculino                 |
| Nachman Wolf | Atletismo                     | Peso 6 masculino                  |
| Shmuel Haimovitz | Halterofilia                  | –51 kg paraplejia masculino       |
| Abraham Strauch | Halterofilia                  | –85 kg paraplejia masculino       |
| Uri Bergman | Natación                      | 100 m libre 6 masculino           |
| Shlomo Pinto | Natación                      | 400 m libre 4 masculino           |
| Equipo | Natación                      | 3 × 50 m estilos 2-4 masculino    |
| Yaron Upshtein | Tenis de mesa                 | Individual C3 masculino           |
| Nitzan Atzmon Moshe Barbalat Shlomo Borenshtein Aharon Danziger Roni Fradkin Eliezer Kalina Zvi Karsh Igal Pazi Eliyahu Unger Hagai Zamir | Voleibol de pie               | Torneo masculino                  |
| Plata |                               |                                   |
| Zipora Rubin-Rosenbaum | Atletismo                     | Peso 5 femenino                   |
| Zipora Rubin-Rosenbaum | Atletismo                     | Pentatlón 6 femenino              |
| Nachman Wolf | Atletismo                     | Jabalina 6 masculino              |
| Nachman Wolf | Atletismo                     | Pentatlón 6 masculino             |
| Chaim Fliter | Atletismo                     | Disco 6 masculino                 |
| Equipo | Baloncesto en silla de ruedas | Torneo femenino                   |
| Jason Aharoni | Esgrima en silla de ruedas    | Sable individual 4-5 masculino    |
| Ayala Malchan-Katz Margalit Peretz Chemda Levy                                                                                            | Esgrima en silla de ruedas    | Florete por equipos femenino      |
| Shlomo Pinto | Natación                      | 50 m mariposa 4 masculino         |
| Shlomo Pinto | Natación                      | 100 m espalda 4 masculino         |
| Shlomo Pinto | Natación                      | 100 m libre 4 masculino           |
| Shlomo Pinto | Natación                      | 200 m estilos 4 masculino         |
| Baruch Peretzman | Natación                      | 100 m braza A6 masculino          |
| Baruch Peretzman | Natación                      | 100 m espalda A6 masculino        |
| Baruch Peretzman | Natación                      | 200 m estilos A6 masculino        |
| Joseph Wanger | Natación                      | 50 m braza 3 masculino            |
| Joseph Wanger | Natación                      | 100 m estilos 3 masculino         |
| Ron Bolotin | Natación                      | 100 m libre A4 masculino          |
| Ron Bolotin | Natación                      | 100 m mariposa A4 masculino       |
| Assaf Agmon Uri Bergman Shlomo Pinto Joseph Wanger                                                                                        | Natación                      | 4 × 50 m libre 2-6 masculino      |
| Doron Asher | Tiro                          | Rifle de aire integrado masculino |
| Bronce |                               |                                   |
| Chaim Fliter | Atletismo                     | Jabalina 6 masculino              |
| Chaim Fliter | Atletismo                     | Peso 6 masculino                  |
| Isschar Navon | Atletismo                     | Peso A2 masculino                 |
| Yekutiel Gershoni | Atletismo                     | 5000 m A5 masculino               |
| Miri Sisso | Natación                      | 100 m espalda C4 femenino         |
| Joseph Wanger | Natación                      | 50 m espalda 3 masculino          |
| Joseph Wanger | Natación                      | 50 m libre 3 masculino            |
| Uri Bergman | Natación                      | 100 m mariposa 6 masculino        |
| Baruch Peretzman | Natación                      | 100 m libre A6 masculino          |
| Hanoch Budin | Natación                      | 100 m libre A8 masculino          |
| Ron Bolotin | Natación                      | 400 m libre A4 masculino          |
| Nissim Filosof | Tiro                          | Rifle de aire integrado masculino |